# Ludwik Lipski
Ludwik Lipski pseud. Henryk Różycki, Raciborski (ur. 25 lub 26 sierpnia 1900 w Dąbrowie Górniczej, zm. 7 grudnia 1937) – działacz komunistyczny.

## Życiorys
Był synem górnika Teodora i Franciszki z Rzepkiewiczów. Miał braci Leona i Antoniego. 
Po ukończeniu szkoły powszechnej pracował w kopalni; jednocześnie dokształcał się sam i działał w harcerstwie. W 1918 r. brał udział w rozbrajaniu Niemców w Dąbrowie Górniczej. W 1919 r. wstąpił ochotniczo do WP i walczył w wojnie polsko-sowieckiej. Ranny, dostał się do niewoli. Po powrocie z Rosji sowieckiej w grudniu 1922 r. wstąpił do KPP i był urzędnikiem w Kasie Chorych w Sosnowcu. Od 1924 r. członek Komitetu Okręgowego (KO) Związku Młodzieży Komunistycznej (ZMK; później KZMP), prowadził szkolenia dla członków ZMK, uczestniczył w organizowaniu demonstracji komunistycznych i robotniczych. Kilkakrotnie aresztowany i więziony. W drugiej połowie lat 20. leczył się w sanatorium na Krymie, następnie uczęszczał na Międzynarodowe Kursy Leninowskie. Sekretarz okręgowy KPP na Górnym Śląsku, potem w Okręgu Warszawa-Podmiejska. Od 1932/1933 r. pracował w Sekretariacie Krajów Nadbałtyckich Komitetu Wykonawczego (KW) Kominternu w ZSRR. Aspirant w Międzynarodowej Szkole Leninowskiej i wykładowca ekonomii politycznej w rocznej szkole partyjnej (przy Międzynarodowej Szkole Kominternu). Sekretarz polskiej grupy aspiranckiej. Sekretarz redakcji „Trybuny Radzieckiej” w Moskwie. W sierpniu 1937 r. został aresztowany przez NKWD, a następnie stracony. Zrehabilitowany pośmiertnie w 1956 r.
Ożenił się z Janiną z Jaworskich, działaczką KPP, PPR i PZPR, miał córkę Maję Marię.